# Всемирный день молодёжи 2016
Всемирный день молодёжи 2016 — международный католический съезд молодёжи. Фестиваль прошёл в Кракове, Польша, с 25 июля по 31 июля 2016 года.

## История
Фестиваль стал вторым состоявшимся в Польше, в 1991 году Всемирный день молодёжи проходил в Ченстохове с участием папы Иоанна Павла II, который ныне причислен к лику святых.

## Проведение
Темой фестиваля стала фраза из Нагорной проповеди Христа «Блаженны милостивые, ибо они помилованы будут» (Мф. 5:7)
Официальные святые покровители фестиваля: святая Фаустина Ковальская и святой Иоанн Павел II. Символика официального логотипа — крест со вписанным в него кругом символизирует Иисуса и христианскую молодёжь, этот символ уже применялся в прошлых логотипах. Красная линия на логотипе показывает стилизованные контуры Польши, а жёлтый круг — примерное расположение Кракова. По словам автора логотипа, Моники Рыбчиньской, идея логотипа пришла ей в голову во время пребывания в Ватикане на церемонии канонизации Иоанна Павла II.
Сроки проведения — с 25 июля по 31 июля 2016 года, основные мероприятия прошли с 26 по 31 июля. В фестивале принял участие папа Франциск. На заключительной мессе, которую возглавил папа римский, присутствовало более 2,5 миллионов человек. На этой же литургии было объявлено, что следующий всемирный день молодёжи состоится в Панаме в 2019 году.
Основные мероприятия:
- 26 июля — месса открытия
- 27 июля — фестиваль молодёжи
- 28 июля — церемония приветствия папы Франциска
- 29 июля — крестный путь
- 30 июля — молитвенное ночное бдение
- 31 июля — заключительная месса, встреча волонтёров с папой Франциском[4]